# 永久欠番
永久欠番（えいきゅうけつばん、英語：retired number）は、背番号などを使用するスポーツにおいて、多大な功績を残した人物の使用した番号を、その人物の栄誉と栄光の歴史を末永く称えるために、団体内で対象となった人物のみが使用できるように欠番にした状態をいう。または、その数字。

## サッカー界の永久欠番
- サッカーの場合、長い歴史の割には永久欠番の数は少ないが、在籍中に死亡した選手の番号を永久欠番にするケースがある。
- ナショナルチームにおける永久欠番制度は国際サッカー連盟（FIFA）に認められていない。
- サポーターを12番目の選手にたとえる意味で12番を欠番とするチームが複数存在する。Jリーグでは2025年シーズン現在、浦和レッドダイヤモンズと後述の理由で17をサポーターナンバーとしているサガン鳥栖以外全チームで採用しているが、日本ではチームによって「サポーターナンバー」などと規定するチームはあるものの「永久欠番」との規定はされていない。なお女子リーグのWEリーグ、なでしこリーグに関しては、三菱重工浦和レッズレディース、日体大SMG横浜と18をサポーターナンバーとしているFCふじざくら山梨以外全チームで採用している。欧州ではフェイエノールトなど永久欠番扱いとなっているチームも存在する。
- ラ・リーガは固定背番号制だが、1番から25番までの番号をトップチーム在籍選手に振るように定められているため、これらの番号を永久欠番にすることができない。アントニオ・プエルタの背番号16を永久欠番にできなかったのもこのためである[1]。

### 日本
日本のプロサッカーリーグ・Jリーグでは、1997年の固定背番号制度発足に伴い、「選手が着用する背番号は連番とし、欠番を作らないように」という通達が出ていたが、サポーターとしての欠番や、移籍選手の背番号の空き番措置に対して各クラブチームの意思が強くなったために、2004年、原則として50番 までは連番でなくてもよいと改正された。この改正により、選手個人としての永久欠番が認められるようになった。
チーム所在地順。
ザスパ群馬
- 31 - 奥野僚右 2005年
  - 選手兼任の初代監督としてチームをJリーグ昇格に導いた功績により、2005年に彼が付けていた31番を永久欠番に制定。

横浜F・マリノス
- 3 - 松田直樹 2011年8月12日
  - 2010年シーズン限りでF・マリノスを契約満了となり、当時JFLの松本山雅FCに移籍した2011年の8月2日、練習中に急性心筋梗塞により倒れ同月4日に急逝。同月12日にF・マリノスがJ1初の永久欠番に指定。F・マリノスはその理由について「（松田直樹選手の）横浜F・マリノス、日本代表、そして日本サッカー界への多大なる貢献への敬意と謝意、さらには松田直樹という偉大な選手への心からの追悼の証として、横浜F・マリノス在籍時に使用していた『3』を永久欠番とすることを決定した」と説明している。なお2011年シーズン当初から3番は空き番号だった。
  - なお、松本山雅FCでも背番号3は2013年まで空き番であったが、2014年より2022年までF・マリノスで松田とプレー経験がある田中隼磨が着用した（2023年以降着用する選手はいない）。

FC岐阜
- 13 - 桐山周也 2011年
  - ジュニアユースに所属していた選手であったが、2010年に遠征中に立ち寄った海水浴場で水難事故に遭い急逝。事故再発防止を誓う意味を込め、すべてのチームカテゴリーにおいて13を永久欠番とした。

ガイナーレ鳥取
- 5 - 不明 2001年
  - JFL加盟当初から永久欠番に指定しているが指定理由は公表されていない。これは（ガイナーレの）前身のクラブで現役中に亡くなった選手の着けていた番号であると思われる（選手名は不明）。
  - ファミリーチームのSC鳥取ドリームスでも、同様に欠番だったが、2015年からこの番号をつける選手が登場している。

サガン鳥栖
- 17 - 坂田道孝 2005年1月30日
  - Jリーグ初の永久欠番。当時、佐賀大学教授で佐賀県サッカー協会理事長。1994年、静岡県浜松市にあったPJMフューチャーズを佐賀県鳥栖市に誘致し、 鳥栖フューチャーズを発足させた。クラブチーム中興の祖であり、経営難による鳥栖フューチャーズ消滅後も、再設立活動に尽力し、チームを復活させた鳥栖最大の功労者。チームの再興を見届け、2000年1月7日逝去（命日1月7日にちなみ意志を受け継ぐという意味で17番を永久欠番に制定）。
  - また、当時J2のベンチ登録選手が16人（2010年より18人、2025年より20人に拡大）であることからサポーターをそれに次ぐ「17番目の選手」としてサポーターズナンバーも兼ねている。

#### 永久ではなくなった永久欠番
アルテ高崎
- 30 - 加藤康祐 2005年 - 2011年
  - 2005年2月、練習中に心室細動を起こし急逝。彼の功績を称えて彼が付けていた30番を永久欠番に指定。2011年にアルテ高崎が解散したため永久欠番も消滅した。

藤枝MYFC
- 2 - 斉藤俊秀 2013年11月28日　-　2019年
  - 2009年の静岡県1部リーグ時代から選手兼監督としてチームを率いてJFL昇格に貢献、翌年創設されるJ3リーグ参入が決定した2013年をもって選手兼任監督を退いた際に制定。2020年、前年のJ3優勝争い（3位）をしたことを受け、J3優勝・J2昇格という次なるステージを本格的に捉え、日本サッカー・Jリーグの発展に貢献している斉藤の姿に刺激を受けつつ、尊敬の気持ちをクラブの原動力に変えて新たな歴史を築いていく決意のもとで再び選手の背負う番号として使用すると発表した。
  - 同年からは川島將が前年の22から変更する形で使用。

鈴鹿アンリミテッドFC / 鈴鹿ポイントゲッターズ
- 5 - 榊親平 2019年 - 2022年
  - 2008年から2018年まで11年間在籍した榊親平の功績を称え、引退時に制定。2023年に役員が総退陣し、新体制に移行した際に解除された。
  - 同年からは平出涼が前年の4から変更する形で使用。

### イタリア
全チーム
- 88：ネオナチズム、反ユダヤ主義に対しての抗戦のために全てのカテゴリーで使用を禁じられている[10]

ACミラン
- 3：パオロ・マルディーニ
  - 但し、彼の長男クリスティアン・マルディーニ若しくは次男のダニエル・マルディーニが引き継ぐことが可能。

- 6：フランコ・バレージ

インテルナツィオナーレ・ミラノ
- 3：ジャチント・ファッケッティ
- 4：ハビエル・サネッティ

SSCナポリ
- 10：ディエゴ・マラドーナ

アタランタBC
- 14：フェデリコ・ピザーニ
  - 現役中に急死。付けていた背番号が欠番となった。

カリアリ・カルチョ
- 11：ルイジ・リーバ
- 13：ダヴィデ・アストーリ
  - 2016年までチームに在籍しており、フィオレンティーナ移籍後の2018年に急死。カリアリ時代に付けていた背番号が欠番となった。

ブレシア・カルチョ
- 10：ロベルト・バッジョ
- 13：ヴィットリオ・メーロ
  - 現役中に急死。付けていた背番号が欠番となった。

LRヴィチェンツァ・ヴィルトゥス
- 3：ジューリオ・サヴォイーニ
  - 現役中に急死。付けていた背番号が欠番となった。

- 25：ピエルマリオ・モロジーニ
  - 2011年までチームに在籍しており、リヴォルノ移籍後の2012年に急死。ヴィチェンツァ時代に付けていた背番号が欠番となった。

ACキエーヴォ・ヴェローナ
- 30：ジャソン・マイエーレ
  - 現役中に急死。付けていた背番号が欠番となった。

- 31：セルジオ・ペリッシエ

SSローブル・シエーナ
- 4：ミケーレ・ミニャーニ

ボローニャFC
- 27：ニッコロ・ガッリ
  - 現役中に急死。付けていた背番号が欠番となった。

ジェノアCFC
- 6：ジャンルカ・シニョリーニ
- 7：マルコ・ロッシ

パルマ・カルチョ1913
- 6：アレッサンドロ・ルカレッリ

ACRメッシーナ
- 41：サルバトーレ・スッロ

ACFフィオレンティーナ
- 13：ダヴィデ・アストーリ
  - 現役中に急死。付けていた背番号が欠番となった。

ASリヴォルノ・カルチョ
- 25：ピエルマリオ・モロジーニ
  - 現役中に急死。付けていた背番号が欠番となった。

#### 永久ではなかった永久欠番
ASローマ
- 6：アウダイール
  - 1990年の加入以来、守備の要としてチームを牽引。2003年の退団時にその功績を讃えて永久欠番とした。
  - その後、2013年に移籍加入したケヴィン・ストロートマンが6番を着用。2018-19シーズンは再び欠番となったが、2019-20シーズンにマンチェスター・ユナイテッドFCから期限付き移籍で加入（その後完全移籍に移行）したクリス・スモーリングが2023-24シーズンまで使用していた。

ASリヴォルノ・カルチョ
- 10：イゴール・プロッティ
  - 2007年3月にチームに返却された。

### イングランド
リヴァプールFC
- 20：ディオゴ・ジョッタ
  - 現役中に交通事故に遭い急死。付けていた背番号が欠番となった。家族と協議した結果、リヴァプールFCウィメンとアカデミーを含むすべてのチームカテゴリーにおいて20を永久欠番とした。

マンチェスター・シティFC
- 23：マルク＝ヴィヴィアン・フォエ
  - 現役中に急死。付けていた背番号が欠番となった。

ウェストハム・ユナイテッドFC
- 6：ボビー・ムーア
- 38：ディラン・トンビデス
  - 現役中に急死。付けていた背番号が欠番となった。

バーミンガム・シティFC
- 22：ジュード・ベリンガム

ハートリプール・ユナイテッドFC
- 25：マイクル・メイデンス

クイーンズ・パーク・レンジャーズFC
- 31：レイ・ジョーンズ

ウィコム・ワンダラーズFC
- 14：マーク・フィロ

### スペイン
グラナダCF
- 892：アントニオ・トルヒーリョ
  - 観戦中にスタンドで急死。ファンクラブ会員番号であった892を永久欠番とする。

### フランス
スタッド・レンヌ
- 29：ロマン・ダンゼ

クレルモン・フット
- 14：クレマン・ピノール
  - 現役中に急死。付けていた背番号が欠番となった。

CSスダン・アルデンヌ
- 29：ダヴィド・ディ・トマソ
  - 2004年までチームに在籍しており、ユトレヒト移籍後の2005年に急死。スダン時代に付けていた背番号が欠番となった。

RCランス
- 17：マルク＝ヴィヴィアン・フォエ
  - 1999年までチームに在籍しており、マンチェスター・シティ移籍後の2003年に急死。ランス時代に付けていた背番号が欠番となった。

FCナント
- 9：エミリアーノ・サラ
  - ナントからカーディフへ移籍する際、移籍先へ向かうはずの飛行機が墜落。2019年2月7日に死亡している状態で発見された。

### ドイツ
FCバイエルン・ミュンヘン
- 5：フランツ・ベッケンバウアー

SVヴァッカー・ブルクハウゼン
- 11：マレク・クレッジ

### オランダ
アヤックス・アムステルダム
- 14：ヨハン・クライフ

FCユトレヒト
- 4：ダヴィド・ディ・トマソ
  - 現役中に急死。付けていた背番号が欠番となった。

### ベルギー
クラブ・ブルッヘ
- 23：フランソワ・ステルシェル
  - 現役中に急死。付けていた背番号が欠番となった。

### ポルトガル
SLベンフィカ
- 29：フェヘール・ミクローシュ
  - 現役中に急死。付けていた背番号が欠番となった。

### スイス
FCバーゼル
- 2：マッシモ・チェッカローニ

### ギリシャ
PAOKテッサロニキ
- 17：パナギオティス・カツリス
  - 現役中に急死。付けていた背番号が欠番となった。

パナシナイコスFC
- 32：ジョージ・バルドック
  - 現役中に急死。付けていた背番号が欠番となった。

### ポーランド
レギア・ワルシャワ
- 10：カジミエシュ・デイナ

### ハンガリー
フェレンツヴァーロシュTC
- 2：ティボル・シモン

ブダペスト・ホンヴェードFC
- 10：フェレンツ・プスカシュ

### オーストリア
SKシュトゥルム・グラーツ
- 3：ギュンター・ノイキルヒナー

SVリート
- 27：サネル・クルジッチ

### ルーマニア
FCディナモ・ブカレスト
- 11：カタリン・ヒルダン
  - 現役中に急死。付けていた背番号が欠番となった。

### チェコ
SKディナモ・チェスケー・ブジェヨヴィツェ
- 8：カレル・ポボルスキー

### デンマーク
オールボーBK
- 12：トーベン・ボイエ

FCミディランド
- 32：クリスティアン・バク・ニールセン

ネストヴェズBK
- 7：ラスムス・グリーン
  - 現役中に急死。付けていた背番号が欠番となった。

ヴィボルグFF
- 22：ソーレン・フレデリクセン

FCコペンハーゲン
- 32：ペーター・モラー

### スウェーデン
カルマルFF
- 15：ジョニー・アーランドソン

IFKノーショーピング
- 18：ステファン・ソールダルソン

### ノルウェー
フレドリクスタードFK
- 8：ダグフィン・エーナリー

### ロシア
PFC CSKAモスクワ
- 16：セルゲイ・ペルフン
  - 現役中に急死。付けていた背番号が欠番となった。

### イスラエル
ハポエル・ベエール・シェヴァ
- 6：チャスウェ・ンソファ

### メキシコ
アトランテFC
- 12：フェリックス・フェルナンデス

CFモンテレイ
- 26：ウンベルト・スアソ

CDグアダラハラ
- 22：ホセ・マルティネス

CDウニベルシタリオ・デ・ヌエヴォ・レオン
- 7：ヘロニモ・バルバディージョ

### チリ
CDコブレロア
- 8：フェルナンド・コルネホ

### ペルー
ウニベルシタリオ・デポルテス
- 22：ホセ・ルイス・カランサ

### アメリカ
ニューヨーク・コスモス
- 10：ペレ

### 韓国
釜山アイパーク
- 16：金鋳城

水原三星ブルーウィングス
- 38：尹星孝

### 中国
北京控股足球倶楽部
- 24：シェイク・ティオテ
  - 現役中に急死。付けていた背番号が欠番となった。

### サウジアラビア
アル・ナスル
- 9：マジェド・アブドゥラー

### インドネシア
プルシジャ・ジャカルタ
- 14：イスメド・ソピアン
- 20：バンバン・パムンカス

## アメリカンフットボール界の永久欠番

### NFL
| チーム                              | 番号 | 欠番対象者                                  | 制定年月日              | ポジション | 備考 |
| ----------------------------------- | ---- | ------------------------------------------- | ----------------------- | ---------- | --- |
| バッファロー・ ビルズ               | 12   | ジム・ケリー （Jim Kelly）                  | 2001年                  | QB         | |
| バッファロー・ ビルズ               | 34   | サーマン・トーマス （Thurman Thomas）       | 2018年10月29日          | RB         | |
| バッファロー・ ビルズ               | 78   | ブルース・スミス （Bruce Smith）            | 2016年9月15日           | DE         | |
| マイアミ・ ドルフィンズ             | 12   | ボブ・グリーシー （Bob Griese）             | 1985年                  | QB         | |
| マイアミ・ ドルフィンズ             | 13   | ダン・マリーノ （Dan Marino）               | 2003年                  | QB         | |
| マイアミ・ ドルフィンズ             | 39   | ラリー・ゾンカ （Larry Csonka）             | 2002年                  | RB         | |
| ニューイングランド・ ペイトリオッツ | 20   | ジーノ・キャパレッティ （Gino Cappelletti） | 999999999999-99-99-0000 | WR         | |
| ニューイングランド・ ペイトリオッツ | 40   | マイク・ヘインズ （Mike Haynes）            | 1994年                  | CB         | |
| ニューイングランド・ ペイトリオッツ | 57   | スティーブ・ネルソン （Steve Nelson）       | 1988年                  | LB         | |
| ニューイングランド・ ペイトリオッツ | 73   | ジョン・ハナ （John Hannah）                | 999999999999-99-99-0000 | G          | |
| ニューイングランド・ ペイトリオッツ | 79   | ジム・ハント （Jim Lee Hunt）               | 999999999999-99-99-0000 | DT         | |
| ニューイングランド・ ペイトリオッツ | 89   | ボブ・ディー （Bob Dee）                    | 999999999999-99-99-0000 | DE         | |
| ニューヨーク・ ジェッツ             | 12   | ジョー・ネイマス （Joe Namath）             | 1985年                  | QB         | |
| ニューヨーク・ ジェッツ             | 13   | ドン・メイナード （Don Maynard）            |                         | WR         | |
| ニューヨーク・ ジェッツ             | 28   | カーティス・マーティン （Curtis Martin）    | 2012年                  | RB         | |
| ニューヨーク・ ジェッツ             | 73   | ジョー・クレッコ （Joe Klecko）             | 2004年                  | DL         | |
| ニューヨーク・ ジェッツ             | 90   | デニス・バード （Dennis Byrd）              | 2012年                  | DE         | |
| ニューヨーク・ ジェッツ             | –    | ウィーブ・ユーバンク （Weeb Ewbank）        |                         | HC         | |
| シンシナティ・ ベンガルズ           | 54   | ボブ・ジョンソン （Bob Johnson）            | 1978年                  | C          | |
| クリーブランド・ ブラウンズ         | 14   | オットー・グレアム （Otto Graham）          |                         | QB         | |
| クリーブランド・ ブラウンズ         | 32   | ジム・ブラウン （Jim Brown）                |                         | RB         | |
| クリーブランド・ ブラウンズ         | 45   | アーニー・デービス （Ernie Davis）          |                         | HB         | |
| クリーブランド・ ブラウンズ         | 46   | ドン・フレミング （Don Fleming）            |                         | DB         | |
| クリーブランド・ ブラウンズ         | 76   | ルー・グローザ （Lou Groza）                | 1968年                  | T/K        | |
| ピッツバーグ・ スティーラーズ       | 32   | フランコ・ハリス （Franco Harris）          | 2022年                  | FB         | |
| ピッツバーグ・ スティーラーズ       | 70   | アーニー・スタウトナー （Ernie Stautner）   | 1964年                  | T          | |
| ピッツバーグ・ スティーラーズ       | 75   | ミーン・ジョー・グリーン （Joe Greene）     | 2014年                  | DT         | |
| インディアナポリス・ コルツ         | 18   | ペイトン・マニング （Peyton Manning）       | 2017年10月8日           | QB         | |
| インディアナポリス・ コルツ         | 19   | ジョニー・ユナイタス （Johnny Unitas）      | 999999999999-99-99-0000 | QB         | |
| インディアナポリス・ コルツ         | 22   | バディー・ヤング                            |                         | RB         | |
| インディアナポリス・ コルツ         | 24   | レニー・ムーア                              |                         | RB         | |
| インディアナポリス・ コルツ         | 70   | アート・ドノバン                            |                         | DT         | |
| インディアナポリス・ コルツ         | 77   | ジム・パーカー                              |                         | G/T        | |
| インディアナポリス・ コルツ         | 82   | レイモンド・ベリー                          |                         | WR         | |
| インディアナポリス・ コルツ         | 89   | ジーノ・マーチェッティ                      |                         | DE         | |
| テネシー・ タイタンズ               | 1    | ウォーレン・ムーン                          |                         | QB         | |
| テネシー・ タイタンズ               | 9    | スティーブ・マクネア                        |                         | QB         | |
| テネシー・ タイタンズ               | 27   | エディ・ジョージ                            |                         | RB         | |
| テネシー・ タイタンズ               | 34   | アール・キャンベル                          |                         | RB         | |
| テネシー・ タイタンズ               | 43   | ジム・ノートン                              |                         | S          | |
| テネシー・ タイタンズ               | 63   | マイク・マンチャック                        |                         | G          | |
| テネシー・ タイタンズ               | 65   | エルヴィン・ベセア                          |                         | DE         | |
| テネシー・ タイタンズ               | 74   | ブルース・マシューズ                        |                         | G/C        | |
| デンバー・ ブロンコス               | 7    | ジョン・エルウェイ                          |                         | QB         | |
| デンバー・ ブロンコス               | 18   | フランク・トリプカ （Frank Tripucka）       | 1963年                  | QB         | 2012年にペイトン・マニングがブロンコスに移籍した際に トリプカ本人の許諾を得た上で、引退する2016年まで使用された。 |
| デンバー・ ブロンコス               | 44   | フロイド・リトル                            |                         | RB         | |
| カンザスシティ・ チーフス           | 3    | ヤン・ステナルード                          |                         | K          | |
| カンザスシティ・ チーフス           | 16   | レン・ドーソン                              |                         | QB         | |
| カンザスシティ・ チーフス           | 18   | エミット・トーマス                          |                         | CB         | |
| カンザスシティ・ チーフス           | 28   | アブナー・ヘインズ                          |                         | RB         | |
| カンザスシティ・ チーフス           | 33   | ストーン・ジョンソン                        |                         | RB         | |
| カンザスシティ・ チーフス           | 36   | マック・リー・ヒル                          |                         | RB         | |
| カンザスシティ・ チーフス           | 58   | デリック・トーマス                          |                         | LB         | |
| カンザスシティ・ チーフス           | 63   | ウィリー・レニエル                          |                         | LB         | |
| カンザスシティ・ チーフス           | 78   | ボビー・ベル                                |                         | LB/DE      | |
| カンザスシティ・ チーフス           | 86   | バック・ブキャナン                          |                         | DT         | |
| ロサンゼルス・ チャージャーズ       | 14   | ダン・ファウツ                              |                         | QB         | |
| ロサンゼルス・ チャージャーズ       | 19   | ランス・アルワース                          |                         | WR         | |
| ロサンゼルス・ チャージャーズ       | 21   | ラダニアン・トムリンソン                    |                         | RB         | |
| ロサンゼルス・ チャージャーズ       | 55   | ジュニア・セアウ                            |                         | LB         | |

| チーム                                  | 番号  | 欠番対象者                          | 制定年月日    | ポジション | 備考 |
| --------------------------------------- | ----- | ----------------------------------- | ------------- | ---------- | --- |
| ニューヨーク・ ジャイアンツ             | 1     | レイ・フラハーティ                  |               | E          | |
| ニューヨーク・ ジャイアンツ             | 4     | タフィー・リーマンズ                |               | RB         | |
| ニューヨーク・ ジャイアンツ             | 7     | メル・ヘイン                        |               | C          | |
| ニューヨーク・ ジャイアンツ             | 10    | イーライ・マニング （Eli Manning）  | 2020年1月25日 | QB         | |
| ニューヨーク・ ジャイアンツ             | 11    | フィル・シムズ                      |               | QB         | |
| ニューヨーク・ ジャイアンツ             | 14    | ウォード・カフ                      |               | RB         | |
| ニューヨーク・ ジャイアンツ             | 14    | Y・A・ティトル                      |               | QB         | |
| ニューヨーク・ ジャイアンツ             | 16    | フランク・ギフォード                |               | RB/WR      | |
| ニューヨーク・ ジャイアンツ             | 32    | アル・ブロジス                      |               | T          | |
| ニューヨーク・ ジャイアンツ             | 40    | ジョー・モリソン                    |               | RB/E       | |
| ニューヨーク・ ジャイアンツ             | 42    | チャーリー・コナリー                |               | QB         | |
| ニューヨーク・ ジャイアンツ             | 50    | ケン・ストロング                    |               | RB         | |
| ニューヨーク・ ジャイアンツ             | 56    | ローレンス・テイラー                |               | LB         | |
| ニューヨーク・ ジャイアンツ             | 92    | マイケル・ストレイハン              |               | DE         | |
| フィラデルフィア・ イーグルス           | 5     | ドノバン・マクナブ                  |               | QB         | |
| フィラデルフィア・ イーグルス           | 15    | スティーブ・バンビューレン          |               | RB         | |
| フィラデルフィア・ イーグルス           | 20    | ブライアン・ドーキンス              |               | S          | |
| フィラデルフィア・ イーグルス           | 40    | トム・ブルックシャー                |               | DB         | |
| フィラデルフィア・ イーグルス           | 44    | ピート・レツラフ                    |               | E          | |
| フィラデルフィア・ イーグルス           | 60    | チャック・ベドナリク                |               | C/LB       | |
| フィラデルフィア・ イーグルス           | 70    | アル・ウィスタート                  |               | T          | |
| フィラデルフィア・ イーグルス           | 92    | レジー・ホワイト                    |               | DE         | |
| フィラデルフィア・ イーグルス           | 99    | ジェローム・ブラウン                |               | DT         | |
| ワシントン・ コマンダース               | 9     | ソニー・ジャーゲンセン              |               | QB         | |
| ワシントン・ コマンダース               | 21    | ショーン・テイラー                  |               | FS         | |
| ワシントン・ コマンダース               | 33    | サミー・ボウ                        |               | QB         | |
| ワシントン・ コマンダース               | 49    | ボビー・ミッチェル                  |               | HB/FL      | |
| シカゴ・ ベアーズ                       | 3     | ブロンコ・ナグルスキー              |               | FB         | |
| シカゴ・ ベアーズ                       | 5     | ジョージ・マカフィー                |               | RB         | |
| シカゴ・ ベアーズ                       | 7     | ジョージ・ハラス                    |               | E          | |
| シカゴ・ ベアーズ                       | 28    | ウィリー・ガリモア                  |               | RB         | |
| シカゴ・ ベアーズ                       | 34    | ウォルター・ペイトン                |               | RB         | |
| シカゴ・ ベアーズ                       | 40    | ゲイル・セイヤーズ                  |               | RB         | |
| シカゴ・ ベアーズ                       | 41    | ブライアン・ピッコロ                |               | RB         | |
| シカゴ・ ベアーズ                       | 42    | シド・ラックマン                    |               | QB         | |
| シカゴ・ ベアーズ                       | 51    | ディック・バトカス                  |               | LB         | |
| シカゴ・ ベアーズ                       | 56    | ビル・ヒューイット                  |               | E          | |
| シカゴ・ ベアーズ                       | 61    | ビル・ジョージ                      |               | G/LB       | |
| シカゴ・ ベアーズ                       | 66    | ブルドッグ・ターナー                |               | C          | |
| シカゴ・ ベアーズ                       | 77    | ハロルド・レッド・グランジ          |               | RB         | |
| シカゴ・ ベアーズ                       | 89    | マイク・ディトカ                    |               | TE         | |
| デトロイト・ ライオンズ                 | 7     | ダッチ・クラーク                    |               | RB         | |
| デトロイト・ ライオンズ                 | 20    | バリー・サンダース                  |               | RB         | |
| デトロイト・ ライオンズ                 | 22    | ボビー・レーン                      |               | QB         | |
| デトロイト・ ライオンズ                 | 37    | ドーク・ウォーカー                  |               | RB         | |
| デトロイト・ ライオンズ                 | 56    | ジョー・シュミット                  |               | LB         | |
| デトロイト・ ライオンズ                 | 85    | チャック・ヒューズ                  |               | WR         | |
| グリーンベイ・ パッカーズ               | 3     | トニー・カナデオ                    |               | RB         | |
| グリーンベイ・ パッカーズ               | 4     | ブレット・ファーヴ                  |               | QB         | |
| グリーンベイ・ パッカーズ               | 14    | ドン・ハトソン                      |               | E/DB       | |
| グリーンベイ・ パッカーズ               | 15    | バート・スター                      |               | QB         | |
| グリーンベイ・ パッカーズ               | 66    | レイ・ニチキ                        |               | LB         | |
| グリーンベイ・ パッカーズ               | 92    | レジー・ホワイト                    |               | DE         | |
| ミネソタ・ バイキングス                 | 10    | フラン・ターケントン                |               | QB         | |
| ミネソタ・ バイキングス                 | 53    | ミック・ティンゲルホフ              |               | C          | |
| ミネソタ・ バイキングス                 | 70    | ジム・マーシャル                    |               | DE         | |
| ミネソタ・ バイキングス                 | 77    | コーリー・ストリンガー              |               | T          | |
| ミネソタ・ バイキングス                 | 80    | クリス・カーター                    |               | WR         | |
| ミネソタ・ バイキングス                 | 88    | アラン・ペイジ                      |               | DT         | |
| カロライナ・ パンサーズ                 | 51    | サム・ミルズ                        |               | LB         | |
| ニューオーリンズ・ セインツ             | 31    | ジム・テイラー                      |               | RB         | |
| ニューオーリンズ・ セインツ             | 81    | ダグ・アトキンス                    |               | DE         | |
| タンパベイ・ バッカニアーズ             | 55    | デリック・ブルックス                |               | LB         | |
| タンパベイ・ バッカニアーズ             | 63    | リーロイ・セルモン                  |               | DE         | |
| タンパベイ・ バッカニアーズ             | 99    | ウォーレン・サップ                  |               | DT         | |
| アリゾナ・ カージナルス                 | 8     | ラリー・ウィルソン                  |               | S          | |
| アリゾナ・ カージナルス                 | 40    | パット・ティルマン                  |               | S          | |
| アリゾナ・ カージナルス                 | 77    | スタン・モールディン                |               | T          | |
| アリゾナ・ カージナルス                 | 88    | J・V・ケイン                        |               | WR/TE      | |
| アリゾナ・ カージナルス                 | 99    | マーシャル・ゴールドバーグ          |               | RB/DB      | J・J・ワットはゴールドバーグの娘の 許可を得て2021年から着用している。                                                                                            |
| ロサンゼルス・ ラムズ                   | 7     | ボブ・ウォーターフィールド          |               | QB         | |
| ロサンゼルス・ ラムズ                   | 28    | マーシャル・フォーク                |               | RB         | |
| ロサンゼルス・ ラムズ                   | 29    | エリック・ディッカーソン            |               | RB         | |
| ロサンゼルス・ ラムズ                   | 74    | マーリン・オルセン                  |               | DT         | |
| ロサンゼルス・ ラムズ                   | 75    | ディーコン・ジョーンズ              |               | DT         | |
| ロサンゼルス・ ラムズ                   | 78    | ジャッキー・スレーター              |               | T          | |
| ロサンゼルス・ ラムズ                   | 80    | アイザック・ブルース                |               | WR         | |
| ロサンゼルス・ ラムズ                   | 85    | ジャック・ヤングブラッド            |               | DE         | |
| サンフランシスコ・ フォーティナイナーズ | 8     | スティーブ・ヤング                  |               | QB         | |
| サンフランシスコ・ フォーティナイナーズ | 12    | ジョン・ブロディ                    |               | QB         | |
| サンフランシスコ・ フォーティナイナーズ | 16    | ジョー・モンタナ                    |               | QB         | |
| サンフランシスコ・ フォーティナイナーズ | 34    | ジョー・ペリー                      |               | RB         | |
| サンフランシスコ・ フォーティナイナーズ | 37    | ジミー・ジョンソン                  |               | DB         | |
| サンフランシスコ・ フォーティナイナーズ | 39    | ヒュー・マケルヘニー                |               | RB         | |
| サンフランシスコ・ フォーティナイナーズ | 42    | ロニー・ロット                      |               | DB         | |
| サンフランシスコ・ フォーティナイナーズ | 70    | チャーリー・クルーガー              |               | DT         | |
| サンフランシスコ・ フォーティナイナーズ | 73    | レオ・ノメリーニ                    |               | T          | |
| サンフランシスコ・ フォーティナイナーズ | 79    | ボブ・セント・クレア                |               | T          | |
| サンフランシスコ・ フォーティナイナーズ | 80    | ジェリー・ライス                    |               | WR         | |
| サンフランシスコ・ フォーティナイナーズ | 87    | ドワイト・クラーク                  |               | WR         | |
| サンフランシスコ・ フォーティナイナーズ | BW    | ビル・ウォルシュ                    |               | HC         | |
| サンフランシスコ・ フォーティナイナーズ | Mr. D | エドワード・J・デバルトロ・ジュニア |               | Owner      | |
| シアトル・ シーホークス                 | 12    | シーホークス・ファン                |               | -          | フィールド上の11人に次ぐ「12番目の選手」を意味する番号として ファン専用の欠番となっている。 なお、過去に付けた選手はサム・アドキンス(Sam Adkins)ただ一人である。 |
| シアトル・ シーホークス                 | 45    | ケニー・イーズリー                  |               | S          | |
| シアトル・ シーホークス                 | 71    | ウォルター・ジョーンズ              |               | T          | |
| シアトル・ シーホークス                 | 80    | スティーブ・ラージェント            |               | WR         | 2004-05シーズンに限りジェリー・ライスがラージェントの許可の下で着用した。                                                                                        |
| シアトル・ シーホークス                 | 96    | コーテス・ケネディ                  |               | DT         | |

#### 備考
- ボルチモア・レイブンズ、ヒューストン・テキサンズには今のところ永久欠番がない。
- アトランタ・ファルコンズ、ダラス・カウボーイズ、ラスベガス・レイダースは永久欠番制度を導入していない。

## アイスホッケー界の永久欠番

### NHL
北米アイスホッケーリーグ（NHL）全球団
- 99 - ウェイン・グレツキー 1999年11月22日

エドモントン・オイラーズ
- 3 - アル・ハミルトン
- 7 - ポール・コフィー
- 11 - マーク・メシエ
- 17 - ヤリ・クリ
- 31 - グラント・フューア

オタワ・セネターズ
- 8 - フランク・フィニガン

カルガリー・フレームス
- 9 - ラニー・マクドナルド
- 30 - マイク・バーノン

カロライナ・ハリケーンズ
- 3 - スティーブ・チアソン
- 9 - ゴーディ・ハウ
- 10 - ロン・フランシス

コロラド・アバランチ
- 33 - パトリック・ロワ
- 77 - レイモンド・ボーク

シカゴ・ブラックホークス
- 1 - グレン・ホール
- 3 - キース・マグヌスン
- 9 - ボビー・ハル
- 18 - デニス・サバード
- 21 - スタン・ミキタ
- 35 - トニー・エスポジト

セントルイス・ブルース
- 2 - アル・マキニス
- 3 - ボブ・ガソフ
- 8 - バークレイ・プラガー
- 11 - ブライアン・サッター
- 16 - ブレト・ハル
- 24 - バーニー・フェデルコ

ダラス・スターズ
- 7 - ニール・ブローテン
- 8 - ビル・ゴールズワージー
- 19 - ビル・マスタートン

デトロイト・レッドウィングス
- 1 - テリー・ソーチャック
- 7 - テッド・リンジー
- 9 - ゴーディ・ハウ
- 10 - アレックス・デルベッキオ
- 12 - シッド・エイベル
- 19 - スティーブ・アイザーマン

トロント・メープルリーフス
- 1 - ターク・ブローダ
- 1 - ジョニー・バウワー
- 4 - ハップ・デイ
- 4 - レッド・ケリー
- 5 - ビル・バリルコ
- 6 - エース・ベイリー - 1934年。プロスポーツにおける初の公式な永久欠番とされる
- 7 - キング・クランシー
- 7 - ティム・ホートン
- 9 - テッド・ケネディ
- 9 - チャーリー・コナカー
- 10 - シル・アップス
- 10 - ジョージ・アームストロング
- 13 - マッツ・サンディン
- 14 - デイヴ・キーオン
- 17 - ウェンデル・クラーク
- 21 - ビョルエ・サルミング
- 27 - フランク・マホヴリッチ
- 27 - ダリル・シトラー
- 93 - ダグ・ギルモア

ニュージャージー・デビルス
- 3 - ケン・ダネコ
- 4 - スコット・スティーブンス

ニューヨーク・アイランダース
- 5 - デニ・ポトヴィン
- 9 - クラーク・ギリース
- 19 - ブライアン・トロティエ
- 22 - マイク・ボッシー
- 23 - ボブ・ナイストロム
- 31 - ビリー・スミス

ニューヨーク・レンジャース
- 1 - エディ・ジャコミン
- 7 - ロッド・ギルバート
- 11 - マーク・メシエ
- 35 - マイク・リクター

バッファロー・セイバーズ
- 2 - ティム・ホートン
- 7 - リック・マーティン
- 11 - ジルベール・ペロー
- 14 - レネ・ロベール
- 16 - パット・ラフォンテーヌ
- 18 - ダニー・ゲア

バンクーバー・カナックス
- 12 - スタン・スミル

ピッツバーグ・ペンギンズ
- 21 - ミッシェル・ブリエール
- 66 - マリオ・ルミュー

フィラデルフィア・フライヤーズ
- 1 - バーニー・ペアレント
- 4 - バリー・アシュビー
- 7 - ビル・バーバー
- 16 - ボビー・クラーク

フェニックス・コヨーテズ
- 9 - ボビー・ハル
- 25 - トーマス・スティーン

ボストン・ブルーインズ
- 2 - エディ・ショア
- 3 - ライオネル・ヒッチマン
- 4 - ボビー・オア
- 5 - ディット・クラッパー
- 7 - フィル・エスポジト
- 8 - カム・ニーリー
- 9 - ジョニー・ビュサイク
- 15 - ミルト・シュミット
- 22 - ウィリー・オリー
- 24 - テリー・オライリー
- 77 - レイモンド・ボーク

モントリオール・カナディアンズ
- 1 - ジャック・プラント
- 2 - ダグ・ハーヴェイ
- 4 - ジャン・ベリヴォー
- 5 - バーニー・ジョフリオン
- 7 - ハウィー・モレンツ
- 9 - モーリス・リシャール
- 10 - ギイ・ラフレール
- 12 - イヴァン・コーノイヤー
- 12 - ディッキー・ムーア
- 16 - アンリ・リシャール
- 18 - サージ・サバード
- 29 - ケン・ドライデン
- 33 - パトリック・ロワ

ロサンゼルス・キングス
- 16 - マーセル・ディオン
- 18 - デイブ テイラー
- 20 - ルク・ロバタイユ
- 30 - ロジー・ヴァション

ワシントン・キャピタルズ
- 5 - ロッド・ラングウェイ
- 7 - イヴォン・ラブレ
- 32 - デイル・ハンター

## モータースポーツの永久欠番
F1世界選手権
- 17 - ジュール・ビアンキ

フォーミュラ2
- 19 - アントワーヌ・ユベール

ロードレース世界選手権
- 34 - ケビン・シュワンツ（MotoGPクラスのみ）
- 74 - 加藤大治郎（MotoGPクラスのみ）
- 65 - ロリス・カピロッシ（MotoGPクラスのみ）
- 58 - マルコ・シモンチェリ（MotoGPクラスのみ）
- 69 - ニッキー・ヘイデン(MotoGPクラスのみ)
- 46 - バレンティーノ・ロッシ（MotoGPクラスのみ）
- 48 - 富沢祥也（Moto2クラスのみ）
- 39 - ルイス・サロム（Moto2クラスのみ）
- 50 - ジェイソン・デュパスキエ（Moto3クラスのみ）

ブリティッシュスーパーバイク選手権
- 7 - バリー・シーン

チャンプカー
- 99 - グレッグ・ムーア（2008年、インディカーとの統合に伴い消滅）

国際モータースポーツ協会
- 14 - アル・ホルバート

飯塚オートレース場
- 71 - 中村政信 (練習番号)

### 備考
- ケビン・シュワンツはロードレース世界選手権500ccにおいて1988年から1995年までの8シーズンでGP通算25勝を記録し、1993年にはチャンピオンとなった。引退後、功績を称え、シュワンツが長年愛用したゼッケン番号34をMotoGPクラスにおける永久欠番とした。
- 加藤大治郎は2003年4月6日、鈴鹿サーキットにて開催された第1戦日本GP決勝レース中において事故死。日本バイク界への多大なる功績を称え、愛用していたゼッケン番号74はMotogpクラスの永久欠番となった。74番は誕生日の7月4日に由来。
- グレッグ・ムーアはCARTの最年少優勝記録を樹立するなど、下位カテゴリーを含め多くの最年少記録を塗り替え、若手の有望株として知られていた。しかし、1999年10月31日、最終戦フォンタナの決勝レース中に事故死。その死を悼み、愛用していた99番が永久欠番となったが、CARTの跡を継ぐ組織チャンプカー（CCWS）が2008年にインディカー（IRL）との再統合を果たしたのと同時にこの永久欠番制度も消滅した（CCWSとIRLの分裂時代、および統合以降のインディ500では、99番のマシンがエントリーしている）。
- 中村政信はSGを二度制覇するなどオートレース西の横綱と称されファンからも愛されたが、1999年12月23日の飯塚オート第11レースでの落車事故により殉職。その後、ファンからの強い要望もあり飯塚での練習番号71が永久欠番となった。
- ジュール・ビアンキは、フェラーリの契約下でマルシャに所属し、2014年モナコグランプリで自身とチームの初ポイントを挙げるなど若手の有望株であったが、同年10月5日、鈴鹿サーキットにて開催された第15戦日本GP決勝レース中での大事故で意識不明に陥り、翌2015年7月に死去。その死を悼み、折しも2014年に制定されたばかりのドライバー固定番号制のもとで、ビアンキが付けていた17番が永久欠番となった。F1で永久欠番が制定されるのは史上初めてである。
- ニッキー・ヘイデンは2006年のロードレース世界選手権MotoGPクラスチャンピオン、28度の表彰台フィニッシュなど輝かしい成績を残してきたライダーだったが、2017年5月17日にイタリアのリミニ近郊で自転車でのトレーニング中に車と衝突、事故から5日後の5月22日に病院で死去した。
- アントワーヌ・ユベールは2018年のGP3王者で、今年からFIA F2に参戦。ルノーの秘蔵っ子として将来を嘱望された若手だったが、第9戦スパ・フランコルシャンでのレース1でのレース中に、クラッシュに巻き込まれ死去。所属していたアーデンはユベールが付けていた「19」を永久欠番となった。

## その他のスポーツにおける永久欠番

### バレーボール
ダイエー・オレンジアタッカーズ（現久光製薬スプリングス）、アメリカ女子代表
- 7 - フローラ・ハイマン
  - 1986年1月の試合中に意識を失い急死。オレンジアタッカーズおよびアメリカ代表それぞれの7番を永久欠番とする。ただしオレンジアタッカーズの永久欠番については久光製薬には引き継がれていない。

サントリーサンバーズ
- 16 - ジルソン・ベルナルド
  - チームの黄金時代に多大に貢献したジルソン・ベルナルドの功績を称えて永久欠番としており、2014年現在Vリーグ唯一の永久欠番である。

安山OK貯蓄銀行ラッシュアンドキャッシュ（韓国Vリーグ）
- 13 - ロベルランディ・シモン
  - 2014-2015、2015-2016シーズンの連覇に貢献した功績を称え永久欠番とされた。2022年に返上し、「永久欠番解除式」が執り行われた。同年はレオナルド・レイバが着用。

天安現代キャピタル・スカイウォーカーズ（韓国Vリーグ）
- 15 - ムン・ソンミン

IBK企業銀行アルトス（韓国Vリーグ）
- 9 - キム・サニ

水原現代建設ヒルステート（韓国Vリーグ）
- 7 - コ・ユミン
  - 2020年の退団直後に自殺。着けていた背番号が欠番となった。

韓国道路公社ハイパス（韓国Vリーグ）
- 5 - イ・ヒョヒ

仁川興国生命ピンクスパイダーズ（韓国Vリーグ）
- 10 - キム・ヨンギョン

### ソフトボール
アクロン・レーサーズ（NPF）
- 4 - Carla Brookbank
- 6 - クリストル・ブストス
- 24 - Amy Kyler

### ハンドボール
東京学芸大学
- 2 - 青木四郎
  - 1972年11月6日にインカレの帰途、東名高速道路の事故で死亡。主将として1部昇格へ導くなど功績を称え永久欠番とする。

ハンガリー女子代表
- 13 - グルビッツ・アニタ

### 自転車（ロードレース）
ジロ・デ・イタリア
- 108 - ワウテル・ウェイラント
  - 2011年5月9日に行われたジロ・デ・イタリア第3ステージの出走中に落車し死亡。主催者ではウェイラントの付けていたゼッケン108番を永久欠番としている。よってゼッケン100番台は101から107までと109となる。

パリ〜ルーベ
- 84 - マイケル・ホーラールツ
  - 2018年4月8日に行われた本大会の出走中に心臓発作を起こして死亡した。主催者はホーラールツが付けていたゼッケン番号「84」を欠番としている。

ヘント〜ウェヴェルヘム
- 192 - アントワーヌ・ディモワティエ
  - 2016年3月27日に行われた本大会の出走中に落車したところをモトに轢かれて死亡した。主催者はディモワティエが付けていたゼッケン番号「192」を欠番としている。

ツール・ド・ポローニュ
- 143 - ビョルグ・ランブレヒト
  - 2019年8月5日に行われた本大会第3ステージ出走中に落車し、死亡した。主催者はランブレヒトが付けていたゼッケンナンバー「143」を欠番としている。

### 競馬
日本の地方競馬では一部のケースを除き、騎手ごとに服色が定められており騎手服と呼ばれるが、多大な功績を残した騎手を称えて同じ服色を新規に使用することができない永久欠番に相当する「永久保存」がある。
南関東公営競馬
- 赤・黄山形一文字 - 佐々木竹見
  - 元川崎競馬所属騎手（2001年引退）

- 胴桃・右緑襷、袖緑 - 石崎隆之
  - 元船橋競馬所属騎手（2019年引退）

- 胴青・緑ダイヤモンド、袖青 - 森泰斗
  - 元船橋競馬所属騎手（2024年引退）

- 赤・胴白星散らし - 的場文男
  - 元大井競馬所属騎手（2025年引退）

- 桃・白星散・桃袖 - 内田利雄
  - 元浦和競馬所属騎手（2025年引退）

## その他の永久欠番
- 永久欠番 - 中島みゆきの楽曲。
  - アルバム『歌でしか言えない』を参照。
- MAJOR（漫画・アニメ） - 作中に登場する茂野英毅（横浜ブルーオーシャンズ・原作では横浜マリンスターズ）の背番号「17」

## その他転用
「永久欠番」という言葉は、その本来に意味合いにならったかたちで転用されることがある。

### 落語の名跡
落語などの伝統芸能では、功績が偉大だった者の名跡や、あるいは元々のジャンルでは軽い名跡であるが、別ジャンルへの移籍後に大きな功績を残したことにより、襲ぐ者がいない、名跡の管理を行っている者たちが触れたがらないなどの事情から、長年に渡り襲名が行われない名跡がある。これについて、「永久欠番の芸人」「永久欠番の名跡」などと評することがある。
- 古今亭志ん生
- 三遊亭圓生

また上方落語界において「六代目」は六代目笑福亭松鶴のことを指すといわれており、2012年7月に6代目の桂文枝を襲名した桂三枝は、六代目松鶴に畏敬を込めて「目」を入れずに「六代桂文枝」を名乗る。

### 歌舞伎の掛け声
歌舞伎上演中に大向うが役者に掛ける「〜屋っ!」「〜代目っ!」といった掛け声のなかには、二つの歴代数が過去の特定の歌舞伎役者を指す語として歌舞伎の世界では定着している。
- 単に「九代目」といった場合 → 特に九代目市川團十郎（1838 - 1909）のことを指す。
- 単に「六代目」といった場合 → 特に六代目尾上菊五郎（1885 - 1949）のことを指す。

したがって、例えば当代の九代目市川團蔵や六代目澤村田之助が舞台にのぼっても、これに「九代目っ!」「六代目っ!」といった掛け声を掛ることはまずない。